# Uranus naturliga satelliter

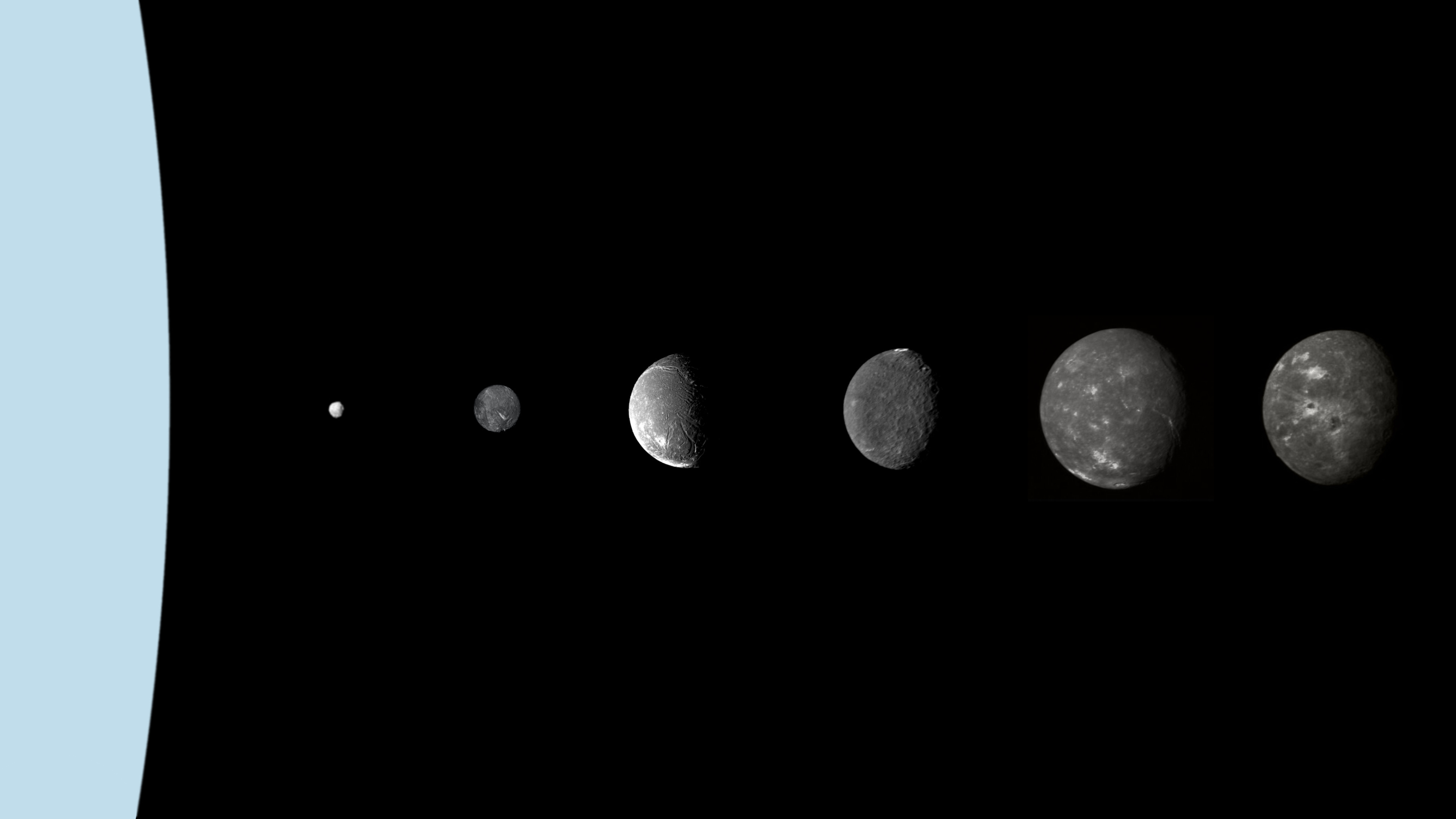
Några av Uranus månar.

Uranus har 28 bekräftade månar, varav de fem största är Miranda, Ariel, Umbriel, Titania och Oberon. Månarna har fått sina namn efter rollfigurer i William Shakespeares och Alexander Popes verk.

## Översikt
I tabellen nedan på denna sida finns Uranus månar sorterande efter stigande medelavstånd till Uranus. För en alfabetisk översikt över månarna, se Kategori:Uranus månar.

## Upptäckt
William Herschel fann de två tidigast kända månarna 13 mars 1787, nämligen Oberon och Titania. År 1851 kunde William Lassell lägga till Ariel och Umbriel till listan och 1948 upptäckte Gerard Kuiper månen Miranda.
Rymdsonden Voyager 2 flög förbi Uranus och dess månar i januari 1986 och vid denna resa upptäckte man ytterligare tio månar. Senare upptäcktes en elfte måne, Perdita (då känd som S/1986 U 10) genom att undersöka Voyagerbilderna igen.
Sedan Voyager har man från observatorier på jorden funnit ytterligare 12 månar.

## Namngivning
År 1852 lade William Herschels son John Herschel fram ett förslag om att uppkalla månarna efter verk av William Shakespeare och Alexander Pope, och bröt därmed med tidigare tradition att välja namn ur den grekiska mytologin. Denna idé används fortfarande och alla månar har fått namn efter detta.
Vissa småplaneter har samma namn som några av Uranus månar: 171 Ophelia, 218 Bianca, 593 Titania, 666 Desdemona, 763 Cupido och 2758 Cordelia.

## Tabell över Uranus kända månar
| Färgförklaring | Färgförklaring | Färgförklaring                         | Färgförklaring                           | Färgförklaring  |
| -------------- | -------------- | -------------------------------------- | ---------------------------------------- | --------------- |
| Inre månar     | Stora månar    | Ogrupperade prograda irreguljära månar | Ogrupperade retrograda irreguljära månar | Caliban gruppen |

| Nummer | Namn         | Namn       | Bild | Omloppsbanans halva storaxel (km) | Diameter (km) | Omloppstid (dagar) | Inklination (°) | Upptäcktsår |
| ------ | ------------ | ---------- | ---- | --------------------------------- | ------------- | ------------------ | --------------- | ----------- |
| 1      | Uranus VI    | Cordelia   |      | 49 800                            | 40            | 0,335              | 0,085           | 1986        |
| 2      | Uranus VII   | Ophelia    |      | 53 800                            | 42            | 0,376              | 0,104           | 1986        |
| 3      | Uranus VIII  | Bianca     |      | 59 200                            | 51            | 0,435              | 0,193           | 1986        |
| 4      | Uranus IX    | Cressida   |      | 61 800                            | 80            | 0,464              | 0,006           | 1986        |
| 5      | Uranus X     | Desdemona  |      | 62 700                            | 64            | 0,474              | 0,113           | 1986        |
| 6      | Uranus XI    | Juliet     |      | 64 400                            | 93            | 0,493              | 0,065           | 1986        |
| 7      | Uranus XII   | Portia     |      | 66100                             | 135           | 0,513              | 0,059           | 1986        |
| 8      | Uranus XIII  | Rosalind   |      | 69 900                            | 72            | 0,558              | 0,279           | 1986        |
| 9      | Uranus XXVII | Cupid      |      | 74 392                            | 10            | 0,613              | 0,099           | 2003        |
| 10     | Uranus XIV   | Belinda    |      | 75 300                            | 80            | 0,624              | 0,031           | 1986        |
| 11     | Uranus XXV   | Perdita    |      | 76 417                            | 20            | 0,638              | 0,470           | 1986        |
| 12     | Uranus XV    | Puck       |      | 86 000                            | 162           | 0,762              | 0,319           | 1985        |
| 13     | Uranus XXVI  | Mab        |      | 97 736                            | 10            | 0,923              | 0,134           | 2003        |
| 14     | Uranus V     | Miranda    |      | 129 900                           | 471           | 1,41               | 4,338           | 1948        |
| 15     | Uranus I     | Ariel      |      | 190 900                           | 1 158         | 2,52               | 0,041           | 1851        |
| 16     | Uranus II    | Umbriel    |      | 266 000                           | 1 169         | 4,14               | 0,128           | 1851        |
| 17     | Uranus III   | Titania    |      | 436 300                           | 1 578         | 8,71               | 0,079           | 1787        |
| 18     | Uranus IV    | Oberon     |      | 583 500                           | 1 522         | 13,46              | 0,068           | 1787        |
| 19     | Uranus XXII  | Francisco  |      | 4 276 000                         | 22            | 266,6              | 145,2           | 2001        |
| 20     | Uranus XVI   | Caliban    |      | 7 231 000                         | 72            | 579,7              | 140,9           | 1997        |
| 21     |              | S/2023 U 1 |      | 7 999 500                         | 8             | 679,4              | 141,9           | 2023        |
| 22     | Uranus XX    | Stephano   |      | 8 004 000                         | 32            | 677,4              | 144,1           | 1999        |
| 23     | Uranus XXI   | Trinculo   |      | 8 504 000                         | 18            | 759,0              | 167,1           | 2001        |
| 24     | Uranus XVII  | Sycorax    |      | 12 179 000                        | 150           | 1 288,3            | 159,4           | 1997        |
| 25     | Uranus XXIII | Margaret   |      | 14 345 000                        | 20            | 1 694,8            | 56,6            | 2003        |
| 26     | Uranus XVIII | Prospero   |      | 16 256 000                        | 50            | 1 977,3            | 152,0           | 1999        |
| 27     | Uranus XIX   | Setebos    |      | 17 418 000                        | 47            | 2 234,8            | 158,2           | 1999        |
| 28     | Uranus XXIV  | Ferdinand  |      | 20 901 000                        | 21            | 2 823,4            | 169,8           | 2001        |